# Museum Ludwig

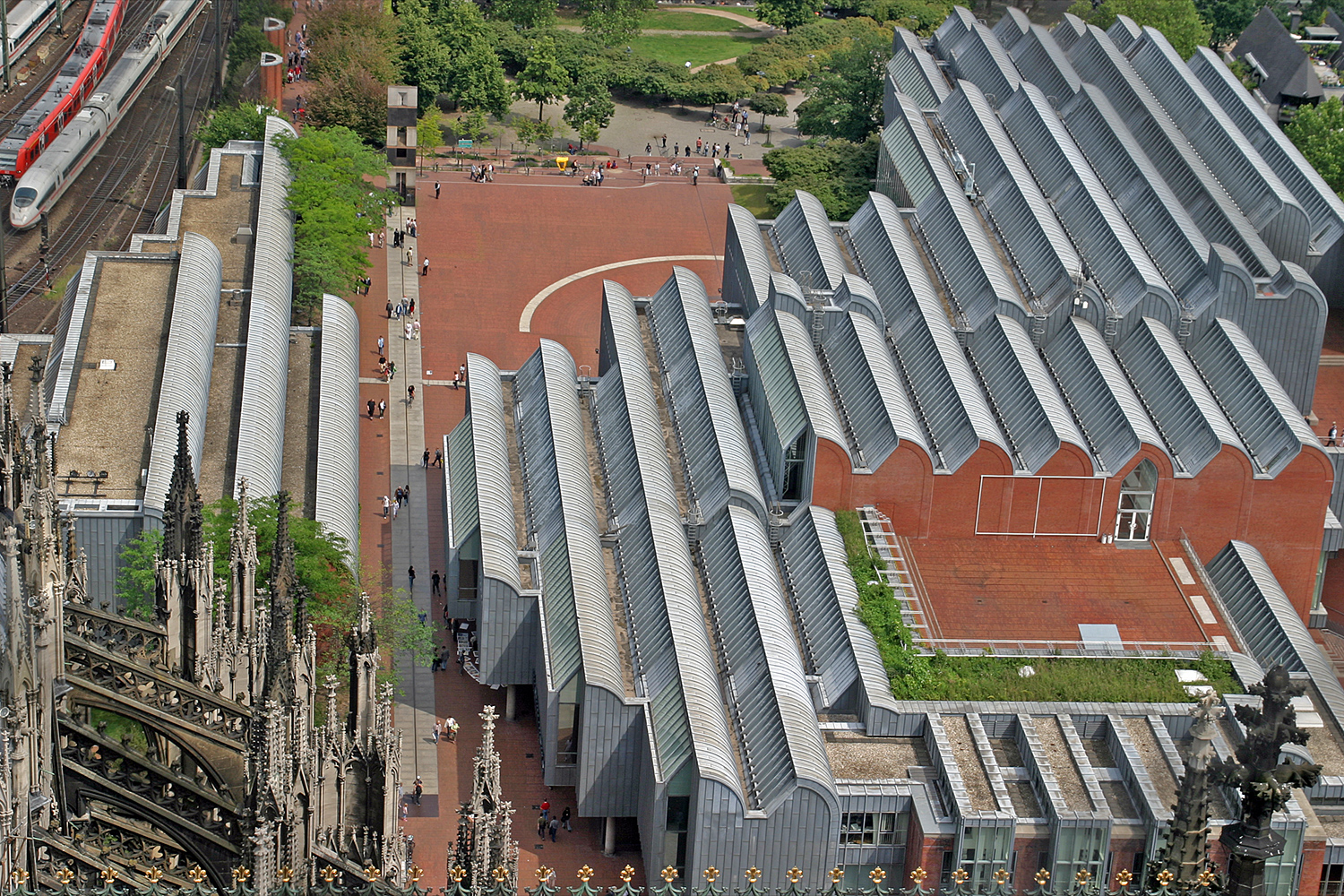
Museum Ludwig in Keulen

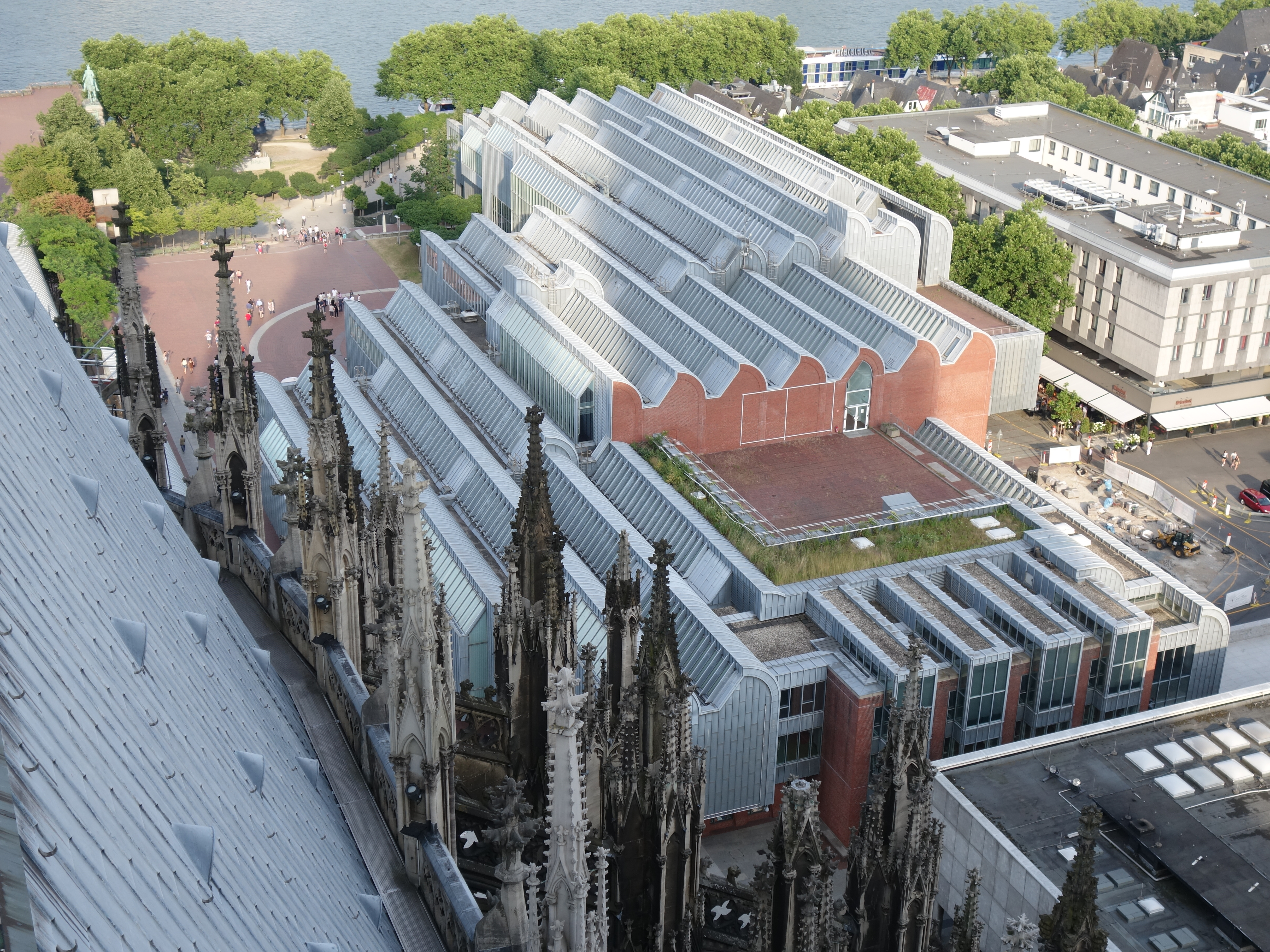
Museum Ludwig vanaf de Dom

Museum Ludwig is het museum voor moderne kunst van de stad Keulen, gelegen achter de Dom van Keulen, nabij de Rijn en vlak bij het centrale treinstation. Het museum maakt deel uit van de Ludwigmusea en toont beeldende kunst uit de 20e en de 21e eeuw. Het museum  behoort tot de toonaangevende musea voor moderne kunst in Duitsland en behoort tot de Collectie Ludwig of de Sammlung Ludwig. In de directe omgeving bevindt zich het Römisch-Germanisches Museum. Het museumgebouw is door zijn opvallende architectuur een karakteristiek onderdeel van het stadsbeeld.

## Geschiedenis
De aanleiding voor een museum voor de 20e-eeuwse en hedendaagse kunst in Keulen vormde de schenking van beeldende kunst van het expressionisme die bijeengebracht was door de Keulse Dr Josef Haubrich, de zogenoemde Sammlung Haubrich. Zijn collectie werd samengevoegd met het bestand van het Wallraf-Richartz-Museum en in de loop der tijd uitgebreid met kunstwerken uit de 20e eeuw. Toen de Akense ondernemers en kunstverzamelaars Peter Ludwig en Irene Ludwig de stad Keulen rond 350 popart-kunstwerken schonken, kwam het tot de oprichting van Museum Ludwig. Aanvankelijk was het museum gevestigd in het gebouw waarin nu het museum voor toegepaste kunst (Museum für Angewandte Kunst) gevestigd is. Na deze eerste schenking van het echtpaar Ludwig volgde een tweede schenking bestaande uit een grote verzameling werken van de Russische avant-garde en vervolgens een schenking in de vorm van een langdurig bruikleen van meerdere honderden werken van Pablo Picasso.
De gulle schenkers van de collectie oefenden veel invloed uit op de verdere ontwikkelingen van de musea in Keulen. Mede door hun engagement werd besloten tot nieuwbouw voor het Wallraf-Richartz-Museum en het Museum Ludwig met de bijzondere afdeling fotografie: het Agfa-Photo-Historama. De plannen voorzagen ook in de bouw van een nieuwe concertzaal. In 1986 werd de nieuwbouw geopend. De ontwerper van het bijzondere gebouw was het Keulse architectenduo Busmann en Haberer. Vanwege de door Irene Ludwig in het vooruitzicht gestelde schenking van schilderijen van Picasso besloot de stad Keulen in de nieuwbouw uitsluitend werken uit de 20e en de 21e eeuw onder te brengen. De nieuwbouw voor het Wallraf-Richartz-Museum kwam in 2001 gereed, zodat deze collectie nu over een eigen onderkomen beschikt.
De activiteiten van het gerenommeerde museum worden ondersteund door de Förderverein Gesellschaft für Moderne Kunst, die onder andere jaarlijks een prijs aan beeldende kunstenaars uitreikt, de Hahn-Preis. Het museum organiseert per jaar een drietal tijdelijke tentoonstellingen rond een bepaalde kunstenaar, een thema of een kunstperiode.
Tussen 2002 en 2012 was Kasper König directeur van het museum; deze man werd bekend als organisator van veelbesproken tentoonstellingen als Westkunst (in 1981 te Keulen) en Skulptur.Projekte (Münster). Directeur sinds 2015 is Yilmaz Dziewior.

## Collectie
Het museum herbergt verschillende afdelingen: een imposante verzameling moderne kunst, het Agfa-Photo-Historama (een verzameling historische fotografie), en een gespecialiseerde museumbibliotheek. Aangrenzend bevindt zich in hetzelfde gebouw de Kölner Philharmonie. Het museum beschikt over tentoonstellingsruimtes met een totale oppervlakte van ongeveer 8000 m².
De verzameling van het museum toont een representatief overzicht van moderne kunst tot en met actuele ontwikkelingen op dit gebied. Een belangrijk onderdeel van de collectie is de afdeling Amerikaans Pop-art; het is de grootste collectie van deze kunststroming buiten de Verenigde Staten. Er zijn belangrijke werken te zien van onder anderen Jasper Johns, Andy Warhol, Roy Lichtenstein, Nam June Paik, Joseph Beuys, Wolf Vostell en Edward Kienholz. Daarnaast heeft het museum verzamelingen met werken van meesters van de Russische Avantgarde uit de jaren 20, met schilderkunst van het Duitse expressionisme via de schenking van de Sammlung Haubrich (Die Brücke) en de grootste collectie schilderijen van Pablo Picasso in Duitsland. Ondanks een bescheiden aankoopbudget wordt de collectie nog steeds aangevuld met werken van hedendaagse kunstenaars.